# 2011년 뉴욕 영화제
제49회 뉴욕 영화제는 2011년 9월 30일에 열린 시상식이다.

## 수상 (비경쟁)

### 장편 상영작
- 4:44: 라스트 데이 온 어스 - 아벨 페라라
- 씨민과 나데르, 별거 - 아쉬가르 파라디
- 코르포 첼레스테 - 알리체 로르와커
- 각주 - 요세프 세다르
- 조지 해리슨: 리빙 인 더 머터리얼 월드 - 마틴 스코세이지
- 굳바이 퍼스트 러브 - 미아 한센-러브
- 르 아브르 - 아키 카우리스마키
- 마샤 마시 메이 말렌 - T. 숀 더킨
- 우울증 - 라스 폰 트리에
- 미스 발라 - 헤랄도 나란요
- 원스 어폰 어 타임 인 아나톨리아 - 누리 빌게 제일란
- 피나 - 빔 벤더스
- 플레이 - 루벤 외스트룬드
- 하-쇼터 - 나다브 라피드
- 쉐임 - 스티브 맥퀸
- 슬리핑 식크니스 - 울리히 콜러
- 더 아티스트 - 미셀 하자나비시우스
- 더 키드 위드 어 바이크 - 장 피에르 다르덴
- 더 론니스트 플래닛 - 줄리아 록테브
- 토리노의 말 - 아그네스 흐라니츠키 외 1명
- 스튜던트 - 산티아고 미트레
- 인 필름 니스트 - 자파르 파나히 외 1명

### 센터피스
- 마이 위크 위드 마릴린 - 사이먼 커티스

### 갈라 스크리닝
- 댄저러스 메소드 - 데이빗 크로넨버그
- 스킨 아이 리브 인 - 페드로 알모도바르

### Masterworks
- 권총은 나의 패스포트 - 노무라 타카시
- 추지의 여행 일기 - 이토 다이스케
- 아카니시 가키타 - 이타미 만사쿠
- 카리스마 - 구로사와 기요시
- 차가운 열대어 - 소노 시온
- 미친 과실 - 나카히라 코우
- 이즈 노 오도리코 - 니시카와 카츠미
- 츠치 - 우치다 토무
- 육체의 문 - 스즈키 세이준
- 후지와라 요시에 노 후루사토 - 미조구치 켄지
- 우에 오 뮤이티 아르코 - 마스다 토시오
- 붉은 살의 - 이마무라 쇼헤이
- 아루 교하크 - 쿠라하라 코레요시
- 자케드서 지라이야 - 쇼조 마키노
- 러브 호텔 - 소마이 신지
- 츠치 투 헤이타이 - 타사카 토모타카
- 돼지와 군함 - 이마무라 쇼헤이
- 시마 와 모라테 - 하세베 야스하루
- 사비따 나이프 - 마스다 토시오
- 타이요 노 키세츠 - 후루카와 타쿠미
- 원앙새 노래대항전 - 마키노 마사히로
- 노라-네코 로크: 석쿠스 한타 - 하세베 야스하루
- 막말태양전 - 가와시마 유조
- 스자키 파라다이스 적신호 - 가와시마 유조
- 그 호송차를 노려라 - 스즈키 세이준
- 백만냥의 항아리 - 야마나카 사다오
- 카신 노 이레즈미: 우레타 츠보 - 코누마 마사루
- 열흘 밤의 꿈 - 아마노 요시타카 외 10명
- 버마의 하프 - 이치카와 곤
- 창녀고문지옥 - 타나카 노보루
- (마루히) 사이카이조 메스 이치바 - 타나카 노보루
- 광열의 계절 - 쿠라하라 코레요시
- 빨간 머리 여자 - 쿠마시로 타츠미
- 다다미방 이불 속 - 쿠마시로 타츠미
- 아시타 쿠루 히토 - 가와시마 유조
- 도쿄 드래프트 - 스즈키 세이준
- 위 캔트 고 홈 어게인 - 니콜라스 레이
- 벤허 - 윌리엄 와일러